# Al Hirschfeld
Albert "Al" Hirschfeld, född 21 juni 1903 i Saint Louis, Missouri, död 20 januari 2003 i New York City, New York, var en amerikansk skämttecknare. Han var känd som karikatyrtecknare i New York Times.
Hirschfeld studerade konst i Paris i början av 1920-talet. 1925 fick han en karikatyr publicerad i The New York Herald Tribune. Hans karikatyrer blev populära och publicerades i ett flertal New York-tidningar. 1929 kom han överens med New York Times där hans karikatyrer publicerades ända fram till hans död drygt 70 år senare. Hans karikatyrer ansågs intelligenta, men inte illvilliga, och det ansågs ärofyllt att bli avritad av honom.
När Hirschfelds dotter Nina föddes började han gömma hennes namn i sina teckningar. Det blev ett tidsfördriv för tidningsläsarna att hitta alla "Nina", som Hirschfeld smugit in, samt räkna dem.